# 比佐廉
比佐 廉（ひさ れん、10月27日）は、日本の女優・演出家・劇作家・ナレーター。フランス生まれ、東京都出身。自由の森学園中学校・高等学校卒業。ウィーズカンパニー所属。

## 人物
資格：チャイルドコーチングアドバイザー、チャイルドカウンセラー、行動心理士。韓国語TOPIK2級。
劇団「東京スウィカ」主宰・脚本・演出。こどもミュージカル「れんアカデミー」代表。
一般社団法人「シバイコ!」の代表でもあり、小劇場を中心とした劇団を支援し、障害者や福祉施設を劇場に招待する活動なども行っている。子役出身で、デビューは10歳（劇団日本児童）。その後、劇団ひまわり（31期研究科卒）、プロダクション人力舎を経て、2001年、吉田羊と共に東京スウィカ立ち上げ。脚本、演出を10年務め、現在はウィーズカンパニー所属。2006年結婚。2011年に長男.2016年に次男を出産。「舞夢プロ」「avex」「東大附属中等教育学校」「青山学院大学附属中学校演劇同好会」「ケイファクトリー」「静岡ミュージカル・シャイン」「NOVI-Labo」他で演劇クラス講師を務める。特に子役の育成には定評があり、個人レッスンを受けている子役も多い。

## 出演

### テレビドラマ
- 蝉しぐれ（NHK）
- 虹色定期便（NHK教育2001年度版）
- コスメの魔法（TBS）
- 相棒（テレビ朝日）
- 最後の戦犯（NHKスペシャル）
- ROMES/空港防御システム（NHKドラマ8）
- チェイス〜国税査察官〜（土曜ドラマ、 2010年）
- 幽かな彼女（関西テレビ、2013年） - 石田菜穂子 役
- 相棒 Eleven 第7話（テレビ朝日）
- 警視庁捜査一課長③
- 花子とアン - トメ 役
- 西村京太郎トラベルミステリー 寝台特急カシオペア&スーパーひたち連続殺人（土曜ワイド）
- マルモのおきて2014スペシャル
- 東京スカーレット〜警視庁NS係 第6話
- オリエント急行殺人事件（フジテレビ55周年）
- 渡る世間は鬼ばかり（2015年）
- 大岡越前3 第4話（2016年、NHK BSプレミアム） - お種 役
- 刑事7人（2019年） - 石川節子 役
- 世にも奇妙な物語（2021年）
- しもべえ 第6話（2022年3月16日、NHK総合）
- ケイジとケンジ、時々ハンジ。 第6話（2023年5月18日、テレビ朝日） - 桜井美智子 役
- この素晴らしき世界 第3話・第4話（2023年8月3日・8月10日、フジテレビ） - 保育園のスタッフ 役
- ダブルチート 偽りの警官 Season1 第3話（2024年5月10日、テレビ東京） - 榊美晴 役

### CM
- ニンテンドーDS
- AGA
- ニッピ ニッピコラーゲン
- セレモニー
- ドモホルンリンクル
- 24時間テレビ
- 読売新聞
- キリン・コクの時間
- エステー・消臭力
- 三井住友海上
- ミツカン・ミツカン酢・黒酢カフェ篇
- サーモス・サントリーDROP
- サントリーBOSSグランアロマ開発篇
- JAバンクわからないこと篇
- メガネのタナカSORA
- 丸亀製麺うちたてには福がある篇

他

### 映画
- 春の雪 行定勲監督
- 13階段 長澤雅彦監督
- 接吻 万田邦敏監督
- 実録・連合赤軍 あさま山荘への道程 若松孝二監督(2007)
- ディア・ドクター 西川美和監督
- 陰獣（2008年）※フランス映画

- MISSION IN B.A.C. THE MOVIE

### テレビ出演
- 笑う犬の冒険
- 奇跡体験!アンビリバボー
- 美の巨人達
- えいごREAL（NHK教育）

### PV
- 恋文（ELT）

### 声優
- ER XI 緊急救命室 #11（トーベル〈アーリーン・タイ〉）
- ER XIII 緊急救命室 #2（サンドラ〈サマラ・フレイム〉）
- 幸せになるためのイタリア語講座
- 円盤皇女ワるきゅーレ

他

### 舞台
- みんな我が子（劇団ひまわり）
- 結婚仲介人（劇団ひまわり）
- 雫たちの氾濫（METS）
- TEENS（METS）
- 戦場のピクニック（サマーアーツ・演出家コンクール）
- 処置（サマーアーツ・演出家コンクール）
- お藤（オフィス・サエ）
- りゅうりぇんれん（オフィス・サエ）
- カナリア放送局（東京スウィカ）
- 花が咲いたら（rennnessプロデュース）
- 受付（カバ座）
- Ａ・Ａ（ウィーズＬａｂｏ）
- NANSO舞台芸術創造プロジェクト第4弾（演出）

他多数

### ウェブ
- レイコップ（父の本音）
- ミュゼプラチナム（ピンクリボン体操）

## 主な作品

### 脚本
- 花が咲いたら（RennessProduce）
- サーカスの唄（東京スウィカ）
- カナリア放送局（東京スウィカ）
- 夕焼けの丘写真館（東京スウィカ）
- 花の町マーチ（東京スウィカ）
- ひねもすの煙（東京スウィカ）
- 皐月の天〜サツキノソラ〜（東京スウィカ）
- 東風コチ 夕立 土用波（東京スウィカ）
- オレンジ色のキャデラック（8mmm）
- 港入口若津屋食堂（東京スウィカ）
- SEASONS（セント・フォースプレゼンツ朗読劇）
- 千羽鶴（文化座）
- 光の庭（東京スウィカ）
- Call me Hero!〜もう声なんかいらないと思った〜（SPA）
- Majoel~マージョエル~（れんアカデミー）
- がらくた街のネジを巻け！（れんアカデミー）
- ＳＴＡＮＤＢＹ（俳優教室）
- ミソロジカル：カナタ～時の向こうに～（れんアカデミー）
- カーテンコールに憧れて（れんアカデミー）
- 雲の陰がうつる街（れんアカデミー）
- ユッカムキッカーズ（れんアカデミー）
- エモたちの言うとおり？！(れんアカデミー)

他

### シナリオ
- 五月の空（映画）